# Soldater äro vi som glatt gå ut i strid
Soldater äro vi som glatt gå ut i strid är en sång med text av John Appelberg från 1895. Musiken är skriven av Alfred E Braine.

## Publicerad i
- Musik till Frälsningsarméns sångbok 1907 som nr 389.
- Frälsningsarméns sångbok 1929 som nr 431 under rubriken "Strid och verksamhet - Under striden".
- Frälsningsarméns sångbok 1968 som nr 489 under rubriken "Strid Och Verksamhet - Kamp och seger".
- Frälsningsarméns sångbok 1990 som nr 643 under rubriken "Strid och kallelse till tjänst".

## Inspelningar
- Öppnade ögon, Herre oss giv som nr 10.